# Las Cruces (Panama, Veraguas)
Pour les articles homonymes, voir Las Cruces.
Las Cruces est un corregimiento panaméen situé dans le district de Cañazas. Il compte 1 364 habitantes en 2010).